# Domani è un altro film (singolo)
Domani è un altro film è il singolo di debutto del gruppo musicale italiano Dear Jack, pubblicato il 20 aprile 2014 come primo estratto dal primo album in studio Domani è un altro film (prima parte).

## Descrizione
Scritto da Piero Romitelli e Davide Simonetta, Domani è un altro film è stato presentato più volte dal gruppo durante il serale di Amici di Maria De Filippi, per poi essere estratto come singolo apripista dell'album. Il testo tratta di un amore ormai terminato, ma che rimarrà per sempre un ricordo impossibile da cancellare; comunque, è necessario bisogna andare avanti e lasciarsi il passato alle spalle.

## Video musicale
Il videoclip, diretto da Gaetano Morbioli e prodotto da Run Multimedia, è stato pubblicato il 23 aprile 2014 sul canale YouTube della casa discografica della band, la Baraonda Edizioni Musicali. Il video è stato anticipato da un lyric video, successivamente cancellato, che mostrava a sinistra le parole del testo e a destra un rullino che alternava foto dell'intera band e del frontman Alessio. Il videoclip ufficiale alterna, invece, scene dove la band suona e scene con le parole del testo.

## Successo commerciale
Domani è un altro film ha debuttato alla 12ª posizione della Top Singoli, salendo alla 9ª posizione nella settimana seguente. Nella quarta settimana esce dalla Top 20 piazzandosi alla 22ª posizione, per poi risalire fino alla quarta posizione.
Nella classifica airplay italiana stilata da EarOne il singolo ha raggiunto la tredicesima posizione. Ha venduto oltre 15 000 copie, venendo certificato disco d'oro dalla FIMI.

## Classifiche
| Classifica (2014) | Posizione massima |
| ----------------- | ----------------- |
| Italia            | 4                 |